# 卡氏仙女魚
卡氏仙女魚為輻鰭魚綱仙女魚目合齒魚亞目仙女魚科的一種，分布於東南大西洋非洲東北部海域，屬深海魚類，棲息深度50-1000公尺，體長可達40公分，棲息在沙泥底質的大陸棚及大陸坡，以魚類為食，可做為食用魚。

## 擴展閱讀
維基物種上的相關：卡氏仙女魚